# Brodersdorf
Brodersdorf là một đô thị thuộc huyện Plön, trong bang Schleswig-Holstein, nước Đức. Đô thị Brodersdorf có diện tích 3,63 km², dân số thời điểm 31 tháng 12 năm 2006 là 440 người.